# Калужин, Григорий Владимирович
Григорий Владимирович Калужин — советский хозяйственный, государственный и политический деятель, Герой Социалистического Труда.

## Биография
Родился в 1916 году в Ростовской области. Член КПСС.
С 1936 года — на хозяйственной, общественной и политической работе. В 1936—1976 гг. — машинист грузовых поездов депо узловой станции Дебальцево Северо-Донецкой железной дороги, участник эвакуации предприятий и перевозки грузов в Великую Отечественную войну, старший машинист паровозного депо Дебальцево-Сортировочное Донецкой железной дороги Сталинской области Украинской ССР, инициатор сокращения простоя вагонов, участник бригадного соревнования машинистов-тяжеловесников.
Указом Президиума Верховного Совета СССР от 1 августа 1959 года присвоено звание Героя Социалистического Труда с вручением ордена Ленина и золотой медали «Серп и Молот».
Делегат XX съезда КПСС.
Умер в Дебальцеве в 1988 году.